# Lista de alcaides da Guarda
Este anexo é composto por uma lista de Alcaides-Mores da Guarda:
- Pedro Pais de Matos (1265 -?), alcaide-mor da Guarda
- Lourenço Pires de Matos (1290 -?^), alcaide-mor da Guarda
- D. Fernando Afonso de Albuquerque (1330 -?)
- Álvaro Gil Cabral (1335 -?), 1.º senhor de Azurara
- Álvaro Mendes de Cáceres
- António Cahinho
- Estêvão de Matos (1340 -?), alcaide-mor da Guarda
- Martim Pires Calheiros (1370 -?)
- João Lourenço Ferreira Amado (1395 -?), 1.º senhor de Povolide
- Lopo Coutinho, alcaide-mor da Guarda
- Luís da Fonseca (1450 -?), alcaide-mor da Guarda
- Martim Fernandes de Leiria
- Martim Pereira, alcaide-mor da Guarda
- D. Miguel da Silveira, alcaide-mor da Guarda